# 進步球場
進步球場（Progressive Field）是一個座落於俄亥俄州克里夫蘭市中心的棒球場，現為美國職棒大聯盟（MLB）克里夫蘭守護者隊的主場。它和NBA克里夫蘭騎士隊的主場快速貸款球館（Quicken Loan Arena）同為門廊體育娛樂綜合場館（Gateway Sports and Entertainment Complex）一部份，是為了取代克里夫蘭體育場而興建的。

## 球場歷史
原本的名稱為傑克布斯球場，已經在2009年正式更名為進步球場。
進步球場是克里夫蘭市中心區重獲新生的因素之一。它在1994年啟用，取代了先前和NFL的克里夫蘭布朗隊合用的，對印地安人隊完全體現了「巨大」一詞的克里夫蘭體育場。
1990年5月，凱霍加縣（Cuyahoga County）選民投票通過對煙酒交易徵收十五年的罪惡稅（sin tax），以資助新建的綜合運動設施。1992年6月，在傑克布斯球場的預定地上投出儀式性的第一球之後，營建工程正式展開。1994年4月4日，印地安人隊終於進駐傑克布斯球場，和西雅圖水手展開第一場比賽。比爾·克林頓（Bill Clinton）總統到場開球，而印地安人也以4:3旗開得勝。
1995年，傑克布斯球場首度舉辦世界大賽，印地安人在這次系列戰不敵亞特蘭大勇士。傑克布斯球場也是1997年大聯盟明星賽的舉行地點，1997年世界大賽也在這兒舉行，而這次印地安人又輸給佛羅里達馬林魚。
印地安人進駐「傑克」(the Jake)的同時，強大的新生代戰力也終於形成；自此，印地安人隊成為克里夫蘭最炙手可熱的職業運動球隊。自1995年到2001年季初，傑克布斯球場以連續455場滿座刷新大聯盟紀錄；對門票的需求大到連開幕戰都還沒打，當季81場主場球賽的門票即已在三個不同的售票點銷售一空。印地安人隊將球衣號碼455號「退休」，以紀念這項難得的紀錄；「455號　球迷」這幾個字母也和其他退休號碼一起刻在右外野牆上。
進步球場的計分板是全美國最大的獨立式計分板，它在2004年重新翻修，引進了全球用於體育賽事最大的顯示螢幕，由南達科塔州的Daktronics公司製造。這個螢幕高達36呎，寬149呎。同樣在2004年，中外野觀眾席後方，原先由次看台（auxiliary bleacher）所佔用的餐飲區，也改成了酒吧區，名為「打者之眼」(Batter's Eye)酒吧。

## 各項「第一」紀錄
| 紀錄                   | 締造者                                             | 日期          |
| 第一次開球儀式         | 柯林頓總統投給小山迪‧阿洛瑪                        | 1994年4月4日  |
| 第一支安打             | 艾瑞克·安東尼(Eric Anthony) (西雅圖水手隊)，全壘打 | 1994年4月4日  |
| 印地安人隊第一支安打   | 小山迪·阿洛瑪，右外野一壘打                        | 1994年4月4日  |
| 第一支二壘安打         | 曼尼·拉米瑞茲                                      | 1994年4月4日  |
| 第一支三壘安打         | 小葛瑞菲(Ken Griffey, Jr.) (西雅圖水手)            | 1994年4月7日  |
| 第一支全壘打           | 艾瑞克·安東尼 (西雅圖水手)                         | 1994年4月4日  |
| 印地安人隊第一支全壘打 | 艾迪·莫瑞                                          | 1994年4月7日  |
| 第一支滿貫全壘打       | 保羅·索倫托(Paul Sorrento)                         | 1995年5月9日  |
| 第一位勝利投手         | 艾瑞克·普朗克(Eric Plunk)                          | 1994年4月4日  |
| 第一次救援成功         | 希波里多·皮查多(Hipolito Pichardo) (堪薩斯市皇家)  | 1994年4月15日 |

## 照片集

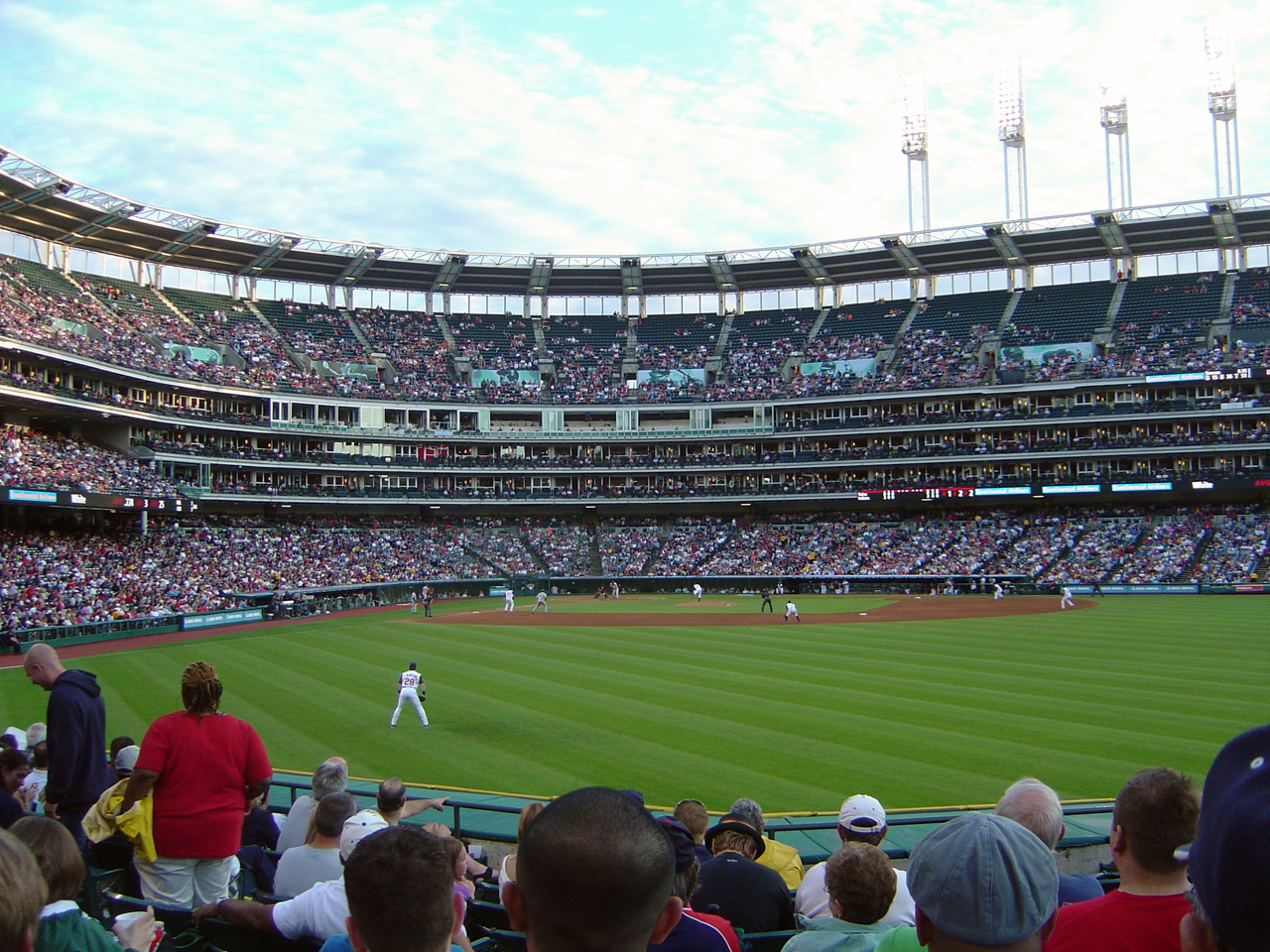
場內一景。

## 外部連結
- https://web.archive.org/web/20081001171907/http://www.ballparkdigest.com/visits/jacobs_field.htm
- https://web.archive.org/web/20061018103214/http://cleveland.indians.mlb.com/NASApp/mlb/cle/ballpark/cle_ballpark_history.jsp
- Aerial view at Terraserver.com[永久]
- Video clip of fireworks at Jacobs Field

| 印地安人隊主場                   |            |                     |
| 前任: 克里夫蘭體育場 (1932-1993) | 1994年至今 | 後任 : 目前使用球場 |
| 明星賽主場                       |            |                     |
| 前任: 老兵球場                   | 1997       | 後任 : 庫爾斯球場   |

41°29′44.53″N 81°41′7.02″W / 41.4957028°N 81.6852833°W